# World Athletics Relays 2021 – 4×200 meter mannen
De 4×200 meter mannen op de World Athletics Relays 2021 vond plaats op 1 en 2 mei in het Śląskistadion van Chorzów.

## Records
Voorafgaand aan het toernooi waren dit het wereldrecord en het kampioenschapsrecord:
| Wereldrecord                        | Nickel Ashmeade, Warren Weir, Jermaine Brown, Yohan Blake          | 1:18,63 | Nassau       | 24 mei 2014       |
| Kampioenschapsrecord                | Nickel Ashmeade, Warren Weir, Jermaine Brown, Yohan Blake          | 1:18,63 | Nassau       | 24 mei 2014       |
| Wereldleiding                       | Javon Francis, Justin Gatlin, Isiah Young, Emmanuel Matadi         | 1:21,31 | Prairie View | 27 maart 2021     |
| Afrikaans record                    | Simon Magakwe, Chederick van Wyk, Sinesipho Dambile, Akani Simbine | 1:20,42 | Yokohama     | 12 mei 2019       |
| Aziatisch record                    | Wang Shengjie, Xie Yuqiang, Zhang Yaorong, Qiao Zhen               | 1:20,83 | Xi'an        | 23 september 2021 |
| Aziatisch record                    | Su Bingtian, Zhang Ruixian, Mo Youxue, Yan Haibin                  | 1:20,83 | Xi'an        | 23 september 2021 |
| Noord, centraal en caribisch record | Nickel Ashmeade, Warren Weir, Jermaine Brown, Yohan Blake          | 1:18,63 | Nassau       | 24 mei 2014       |
| Zuid-Amerikaans record              | Adam Harris, Winston George, Jeremy Bascom, Stephan James          | 1:24,42 | Philadelphia | 25 april 2015     |
| Europees record                     | Christophe Lemaitre, Yannick Fonsat, Ben Bassaw, Ken Romain        | 1:20,66 | Nassau       | 24 mei 2014       |
| Oceanisch record                    | Scott Vassella, Shem Hollands, Dean Capobianco, Peter Vassella     | 1:23,04 | Sydney       | 6 december 1998   |

## Resultaten

### Finale[1]
| Rang   | Baan | Land | Atleten                                                                    | Tijd    | Bijz. |
| ------ | ---- | ---- | -------------------------------------------------------------------------- | ------- | ----- |
| Goud   | 7    | GER  | Steven Müller, Felix Straub, Lucas Ansah-Peprah, Owen Ansah                | 1:22,43 | SB    |
| Zilver | 5    | KEN  | Mark Odhiambo, Mike Nyang'au, Elijah Mathew, Hesborn Ochieng               | 1:24,26 | SB    |
| Brons  | 3    | POR  | Frederico Curvelo, Delvis Santos, Diogo Antunes, André Prazeres            | 1:24,53 | NR    |
| 4      | 2    | ECU  | Alex Quiñónez, Anderson Marquínez, Steeven Salas, Katriel Angulo           | 1:24,89 | NR    |
|        | 6    | DEN  | Steffen Udengaard Knudsen, Simon Hansen, Tazana Kamanga-Dyrbak, Kojo Musah | DNF     |       |
|        | 4    | POL  | Dominik Kopeć, Adrian Brzeziński, Łukasz Żok, Karol Zalewski               | DQ      |       |